# Staatzer Klippe
Als Staatzer Klippe oder auch Staatzer Berg wird eine unter Naturschutz stehende markante Kalkklippe im niederösterreichischen Weinviertel (Gemeinde Staatz) bezeichnet. Geographisch gehört die Staatzer Klippe zum Karpatenvorland und überragt die nur leicht hügelige Landschaft weithin sichtbar um etwa 100 Meter. Der Hügel weist eine Höhe von 332 m ü. A. auf und liegt im Gemeindegebiet von Staatz. Die Hänge beherbergen naturschutzfachlich bemerkenswerte Felssteppen und Trockenrasen von regionaler Bedeutung. Auf der Spitze befindet sich die Burgruine Staatz.

## Geologie
Die Staatzer Klippe ist Teil der Waschbergzone, auch Weinviertler Klippenzone genannt, einem geologischen Streifen, der sich vom Waschberg (388 m ü. A.) und Michelberg (409 m ü. A.) bei Stockerau über die Leiser Berge (491 m ü. A.), eben die Staatzer Klippe (332 m ü. A.) und die Klippen von Falkenstein (415 m ü. A.) bis zu den Pollauer Bergen (554 m n.m.) in Südmähren erstreckt. Die Zone entstand, als zwei geologische Einheiten – die Molassezone und das Wiener Becken – im Zuge der Alpidischen Gebirgsbildung im unteren Miozän vor rund 17 Millionen Jahren aufeinander geschoben wurden. Dabei wurden autochthone Gesteine aus dem Untergrund abgeschürft, an die Oberfläche befördert und „schwimmen“ nun sozusagen in der umgebenden mergeligen Klippenhülle ohne eine Verbindung zum kristallinen Untergrund zu besitzen (Durchspießungsklippen). Die Klippe besteht aus organodetritischem Kalkstein der Ernstbrunn-Formation, welche aus dem Tithonium stammt. Da das Kalkgestein härter als die Hülle ist, wurde es durch Erosion freigelegt und bildet ein markantes Landschaftselement, das aus dem eher flachen Umland emporragt.

## Natur
Wegen der fortifikatorischen Nutzung wurde der Berg jahrhundertelang weitgehend von Gehölzen freigehalten, da diese die Sicht auf Angreifer verstellt bzw. Deckung geboten hätten. Die dadurch entstandenen trocken-warmen Fels- und Rasensteppen boten einen Lebensraum für Arten, deren natürliches Vorkommen viel weiter im Osten in den primären Steppengebieten liegt und die seit der Jungsteinzeit eingewandert waren, nachdem der sesshaft gewordene Mensch das weitgehend bewaldete Land gerodet hatte. Es konnte sich eine bemerkenswerte pannonische Vegetation ausbilden, die in Österreich seltene Arten wie unter anderem den Steppen-Spitzkiel (Oxytropis pilosa), den Grau-Andorn (Marrubium peregrinum) und den Ruten-Lattich (Lactuca viminea) umfasst. Nach der Zerstörung der Burg wurden die Flächen vermutlich periodisch abgebrannt oder vielleicht beweidet und so offen gehalten. Graphische Darstellungen und Luftbilder zeigen, dass die Klippe bis Anfang des 20. Jahrhunderts weitgehend kahl war. Ab dem 19. Jahrhundert wurden fremde Arten beabsichtigt – von adeligen Herrschaftsbesitzern zur „Landschaftsverschönerung“ – oder unbeabsichtigt eingebracht. Während der submediterrane Perückenstrauch (Cotinus coggygria) als harmlos zu betrachten ist, wurden durch die Aufforstung von Thujen (Thuja orientalis) wertvolle Lebensräume zerstört. Andere fremde Arten wie der Gewöhnliche Flieder (Syringa vulgaris) und der Götterbaum (Ailanthus altissima) verhalten sich zudem invasiv, indem sie schützenswerte Arten verdrängen und teilweise in die Trockenrasen einwandern. Beide Arten lassen sich nur schwer bekämpfen, da sie auf Abschneiden mit zahllosen Stock- und Wurzelausschlägen reagieren. Die Klippe samt Burgruine wurde per 23. Jänner 1978 zum Naturdenkmal erklärt. In den letzten Dekaden wurden die Gehölze jedoch nicht mehr regelmäßig entfernt, weshalb sich diese ausbreiten konnten und die Klippe heute bereits zu weiten Teilen bewaldet oder bebuscht ist. Ohne Pflegemaßnahmen drohen die noch vorhandenen Rasen- und Felssteppen zuzuwachsen und zusammen mit den seltenen Arten zu verschwinden.

## Nutzung
Im 11. Jahrhundert wurde auf der strategisch günstig gelegenen Klippe die Burg Staatz errichtet. Im Jahre 1645 wurde die Burg durch schwedische Truppen zerstört und ist seitdem als Ruine erhalten.
Am Fuße der Klippe liegt die Felsenbühne Staatz, die mit 1.200 Sitzplätzen zu den größten Open-Air-Bühnen Niederösterreichs zählt und im Sommer regelmäßig mit Musicals bespielt wird.

## Bilder

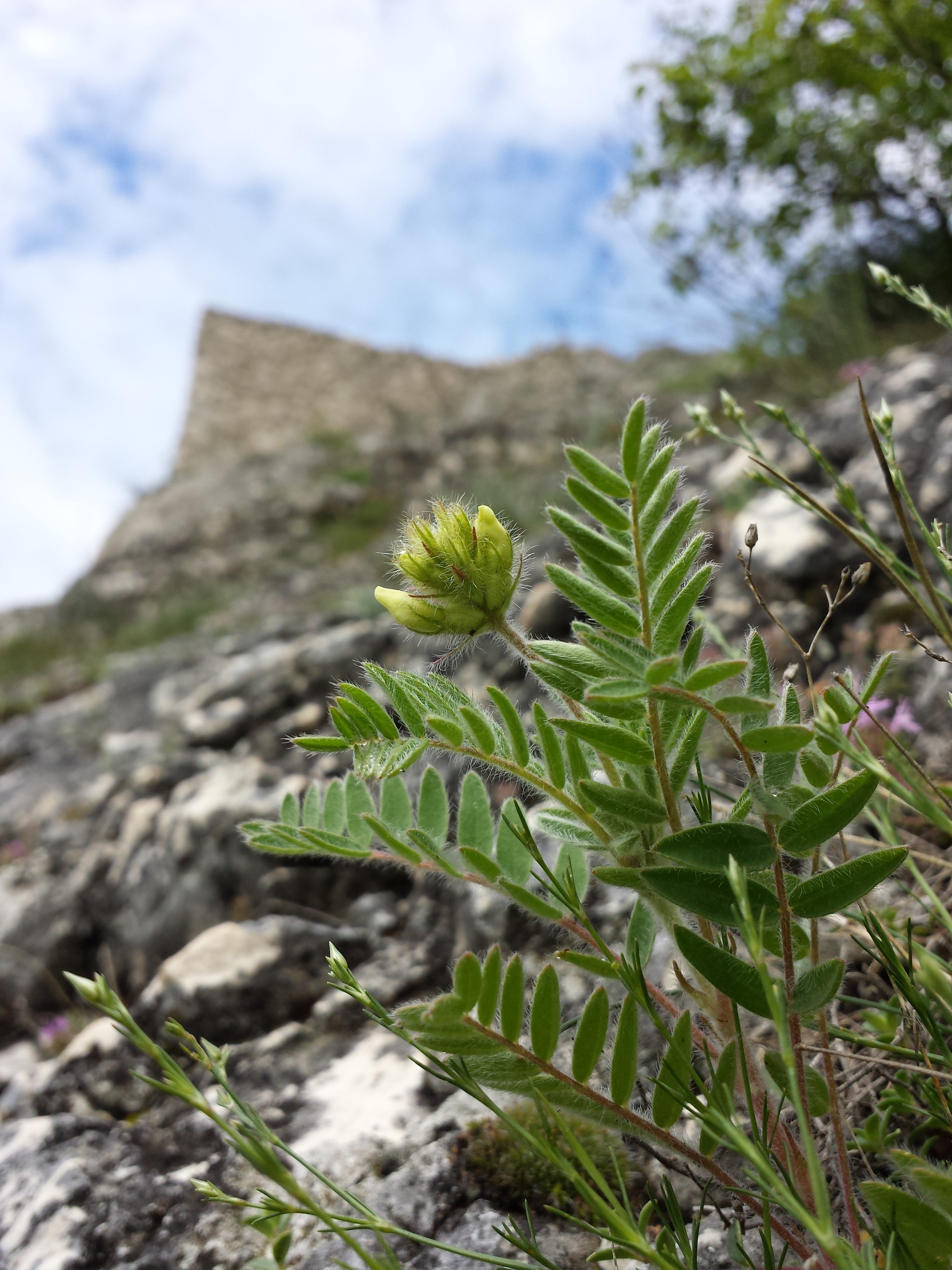
Felssteppe mit dem in Österreich stark gefährdeten[5] Steppen-Spitzkiel (Oxytropis pilosa). Im Hintergrund eine Mauer der Burgruine.
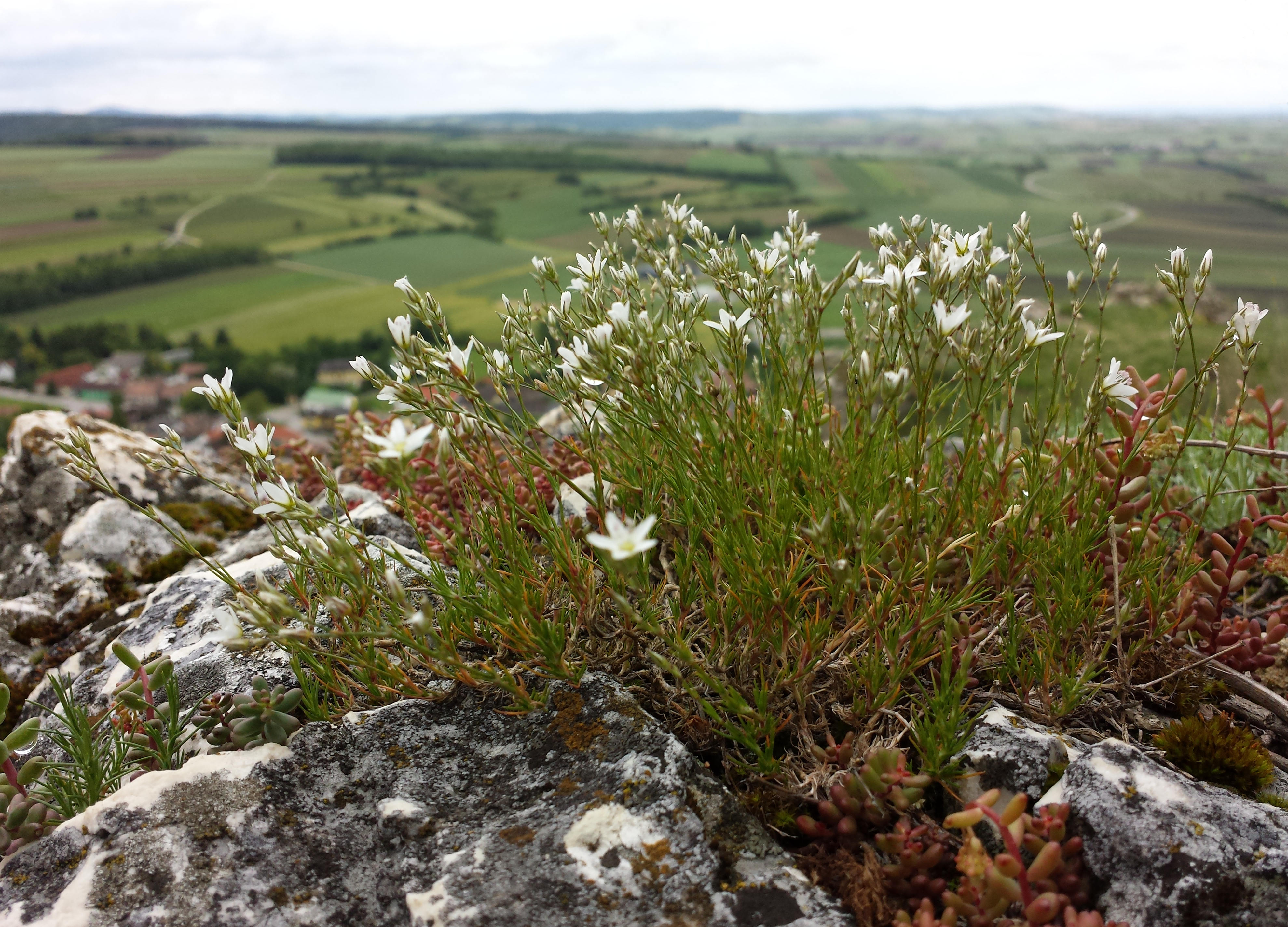
Blick von der Klippe, im Vordergrund die in Österreich gefährdete[5] Borsten-Miere (Minuartia setacea).
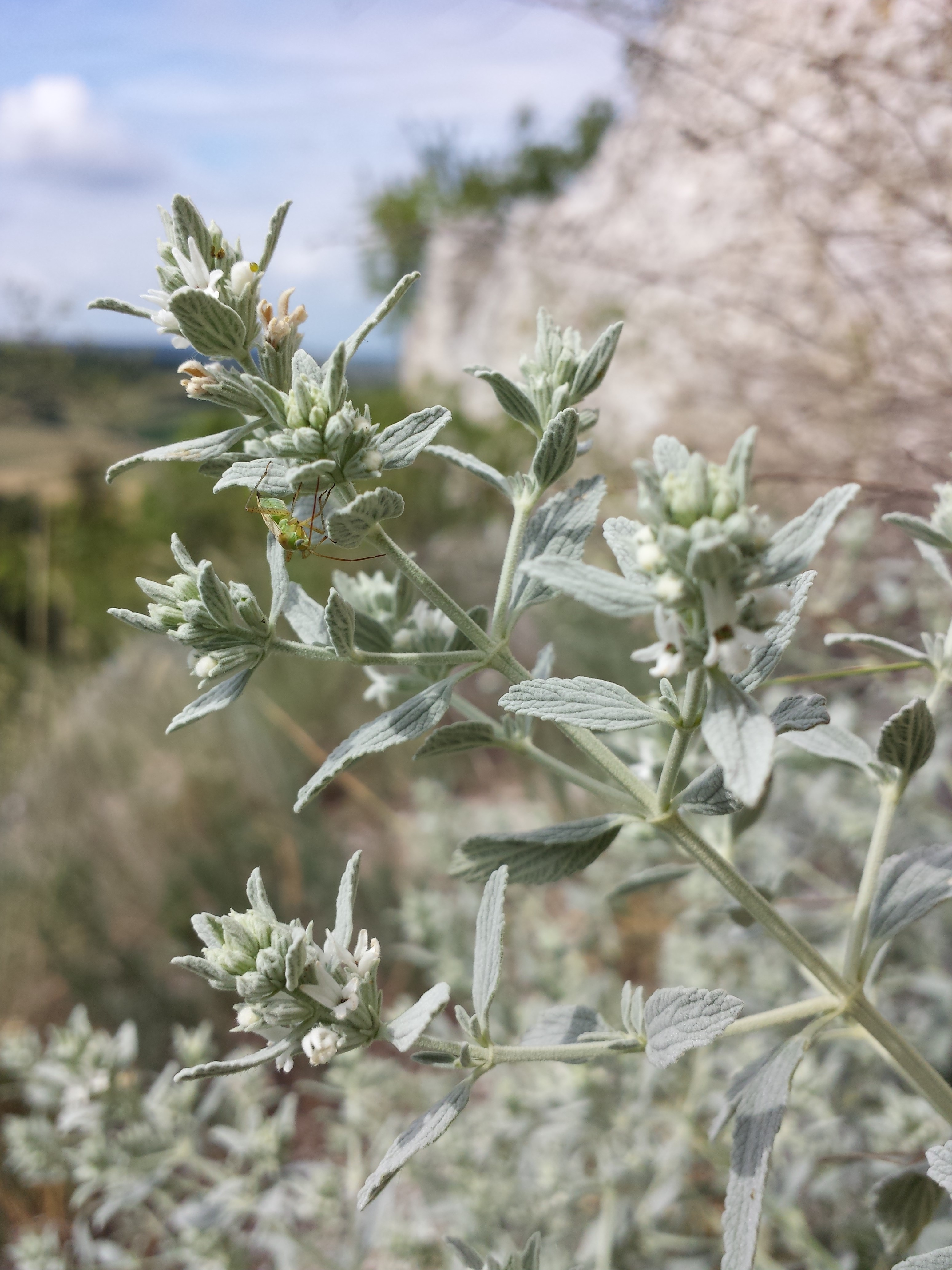
Der auf der Klippe auftretende Grau-Andorn (Marrubium peregrinum) gilt in Österreich als stark gefährdet.
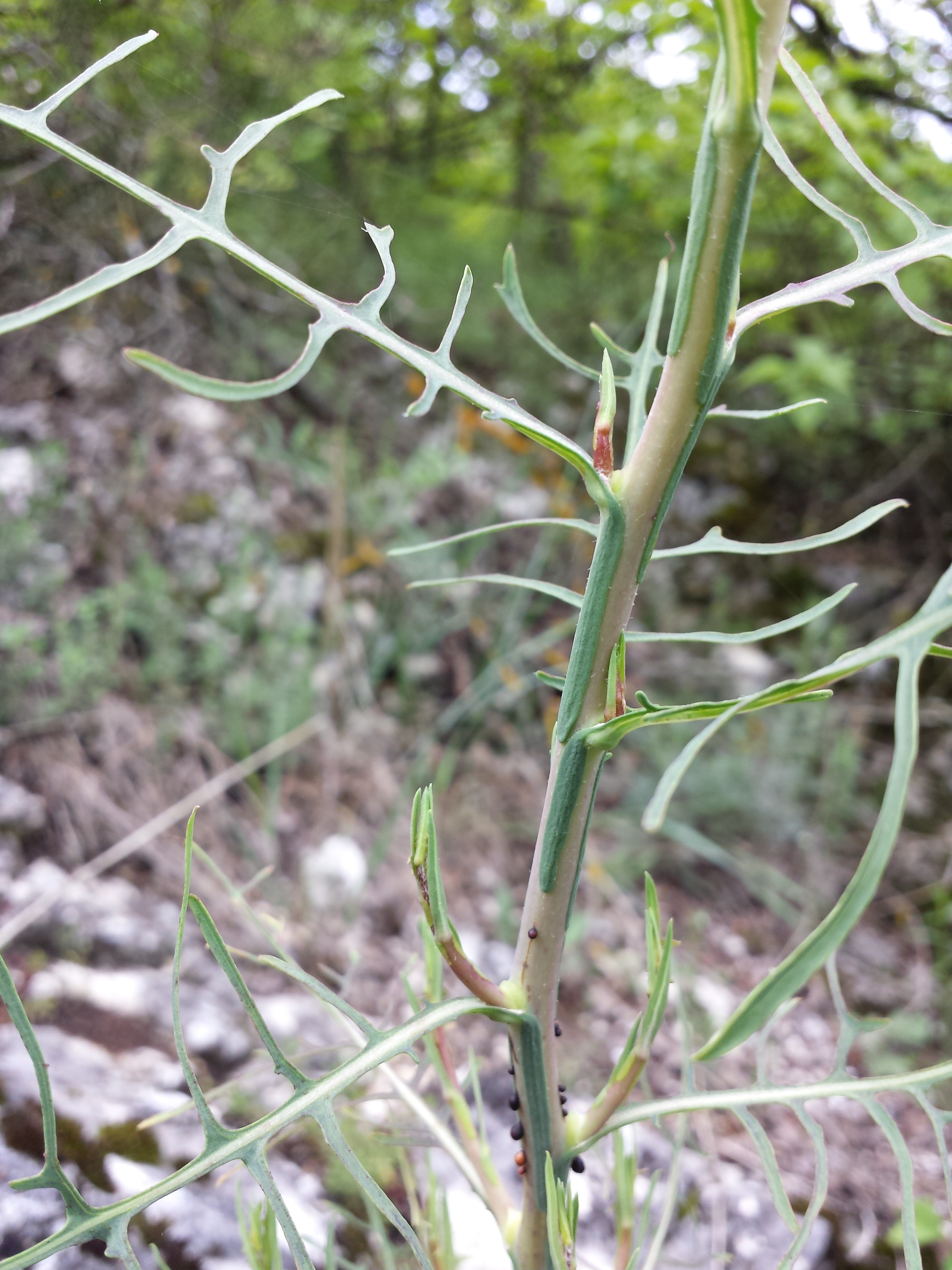
Die tief fiederteiligen Blätter des in Österreich gefährdeten Ruten-Lattichs (Lactuca viminea) sind optimal an die Trockenheit der Felshänge angepasst.
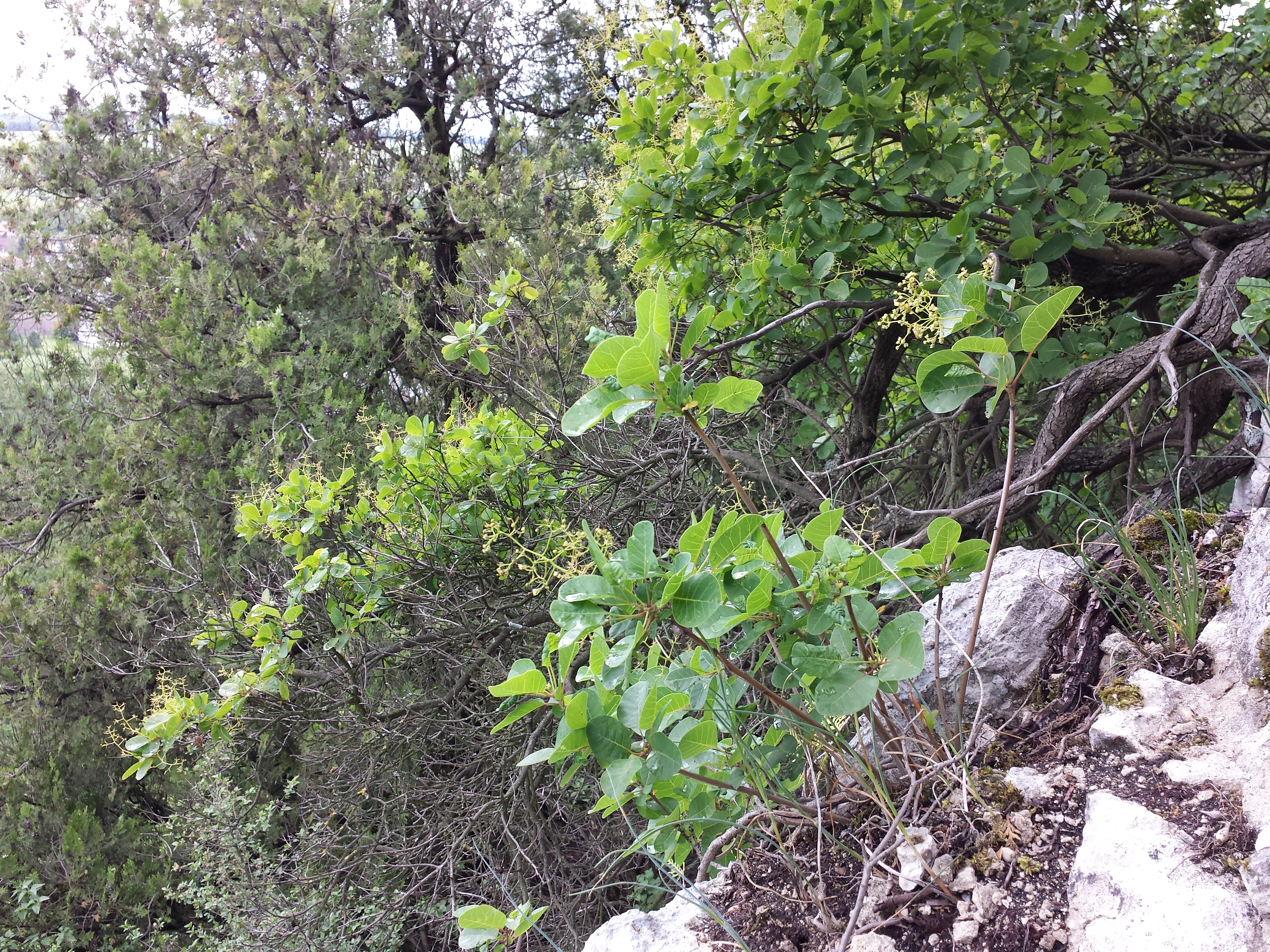
Beim submediterranen Europa-Perückenstrauch (Cotinus coggygria) handelt es sich um ein Kulturrelikt.
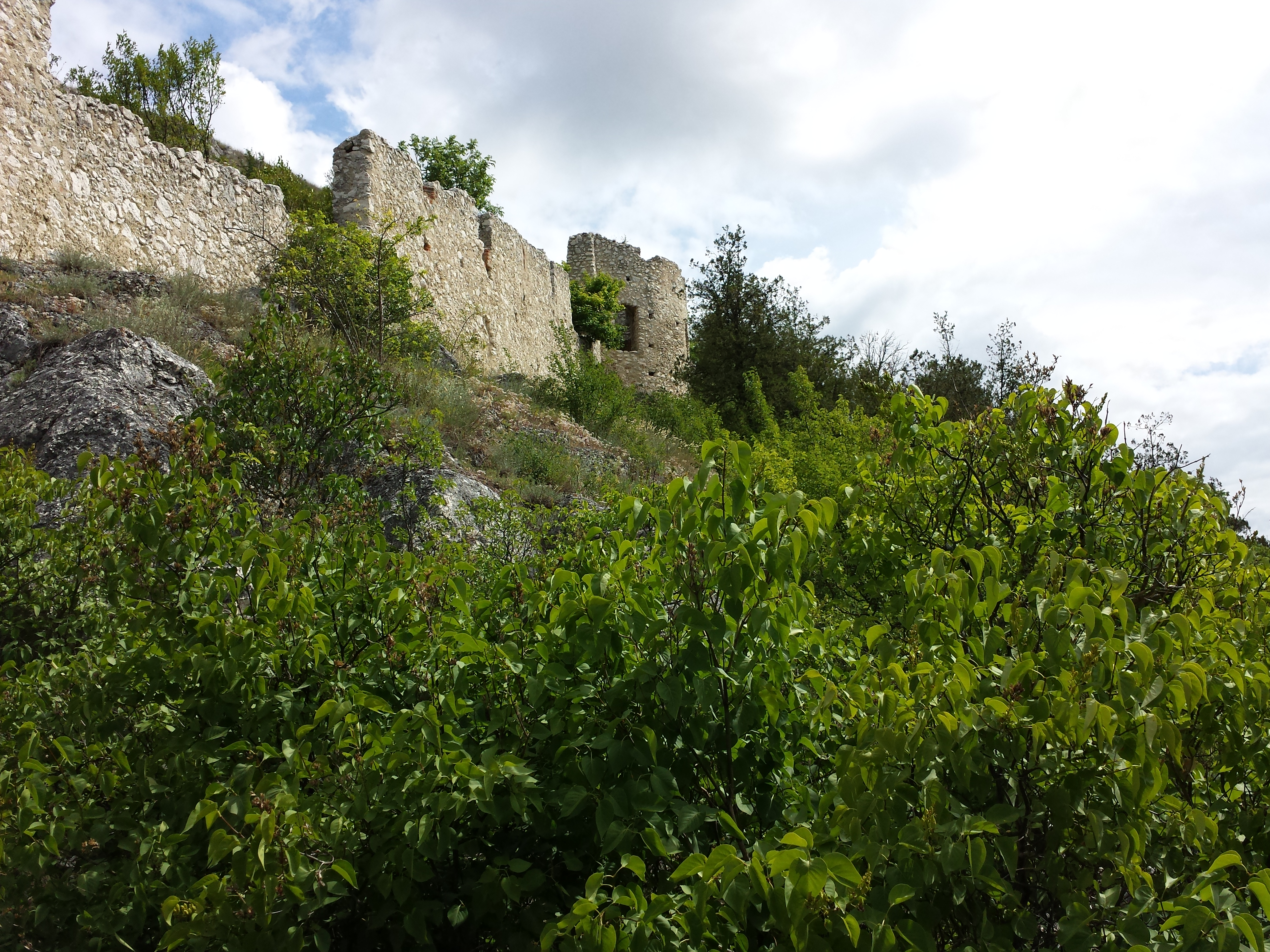
Invasive Fliedergebüsche dringen in die Felssteppe ein.
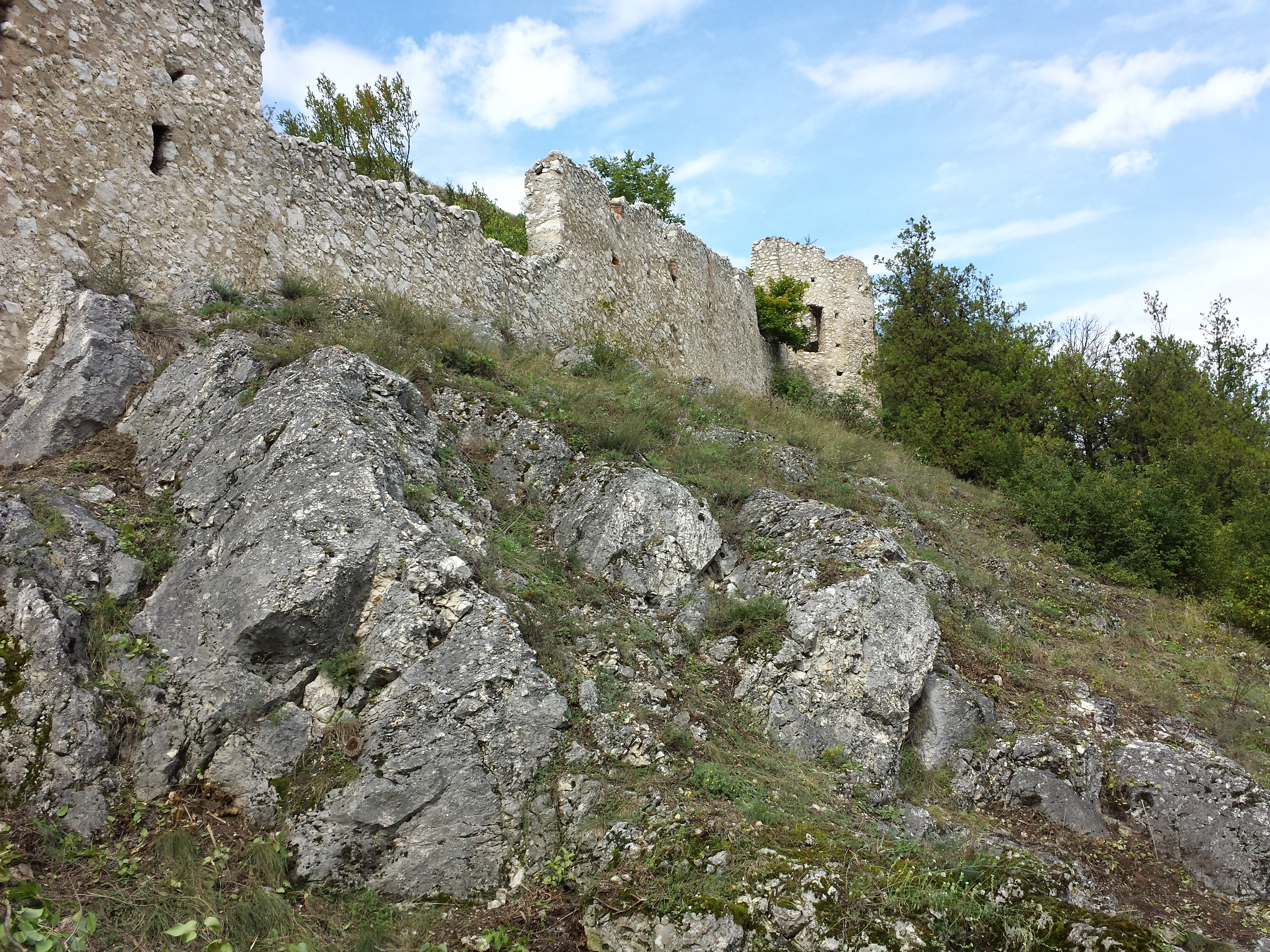
Mittels Entbuschungsarbeiten, wie hier durch den Naturschutzbund und lokale Helfer, kann die Felssteppe wiederhergestellt werden.
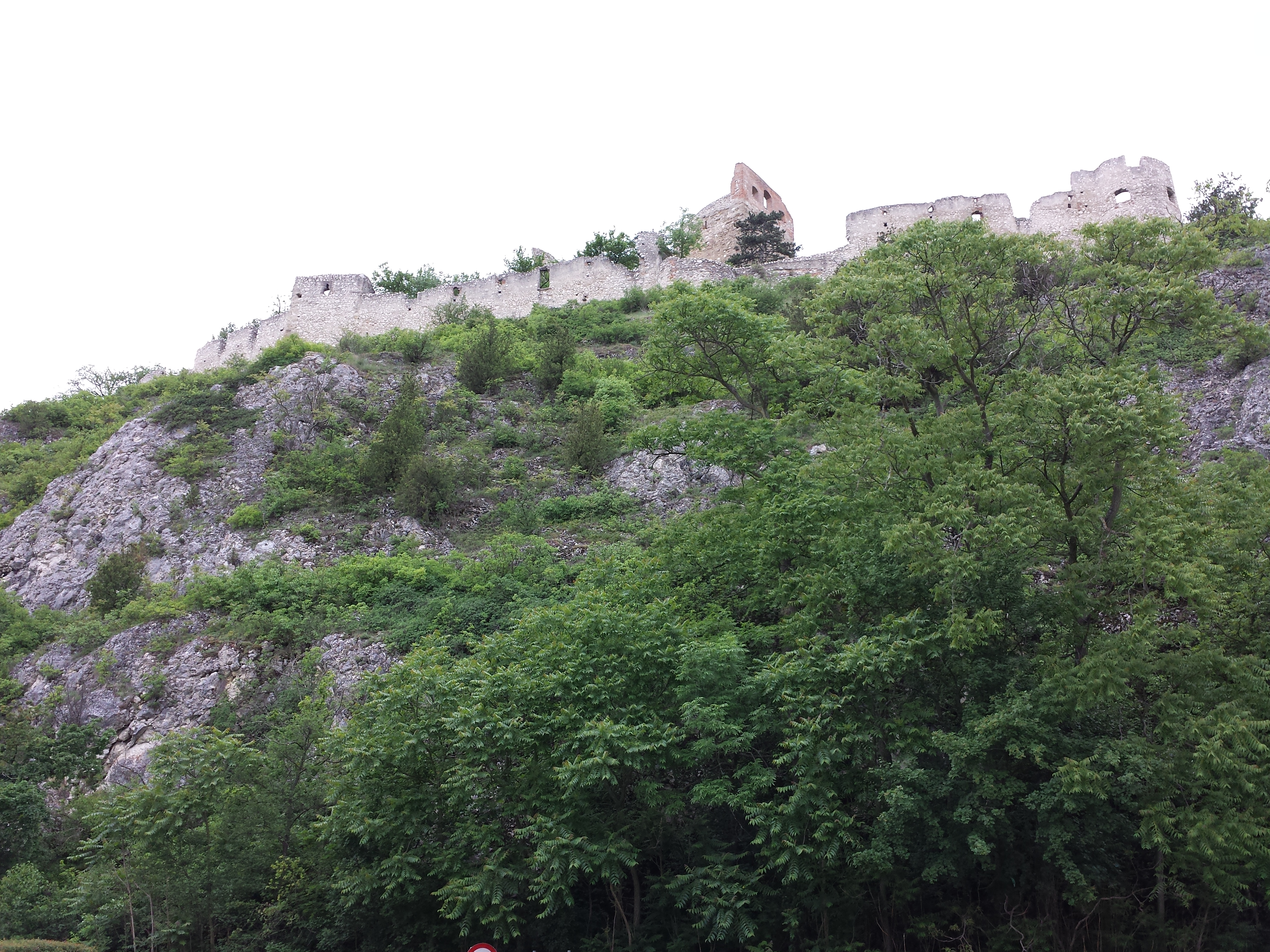
Bereits stark von Gehölzen überwachsener Felshang, im Vordergrund invasive Götterbäume.